# Ignaberga gamla kyrka
Ignaberga gamla kyrka är en kyrkobyggnad i Ignaberga i Lunds stift. Den är församlingskyrka i Hässleholms församling. 
Kyrkan uppfördes på 1100-talet i lokal ignabergakalksten. Ett vapenhus byggdes på 1400-talet, då också valven slogs. År 1717 förlängdes kyrkan mot väster. 
År 1887 var Ignaberga nya kyrka färdigbyggd och den gamla kyrkan lämnades att förfalla. Det sägs att när kyrkan höll på att förfalla, så började barnen i byn att kasta pil på altartavlan och på vintern åka pulka på bänkdörrarna. På 1920-talet återuppbyggdes kyrkan och den återinvigdes 1928.

## Orgel
Orgeln är byggd 1978 av Anders Persson Orgelbyggeri, Viken. Den har tolv stämmor och är mekanisk. Fasaden är ritad av Torsten Leon-Nilson.
| Huvudverk I     | Svällverk II      | Pedal           | Koppel |
| Rörflöjt 8’     | Gedakt 8’         | Subbas 16’      | I/P    |
| Principal 4’    | Blockflöjt 4’     | Gedaktpommer 8’ | II/P   |
| Kvinta 2 2⁄3’   | Principal 2’      |                 | II/I   |
| Waldflöjt 2’    | Kvinta 1 1⁄3’     |                 |        |
| Ters 1 3⁄5’     | Crescendosvällare |                 |        |
| Mixtur 3-4 chor |                   |                 |        |